# Polgári jog (jogág)

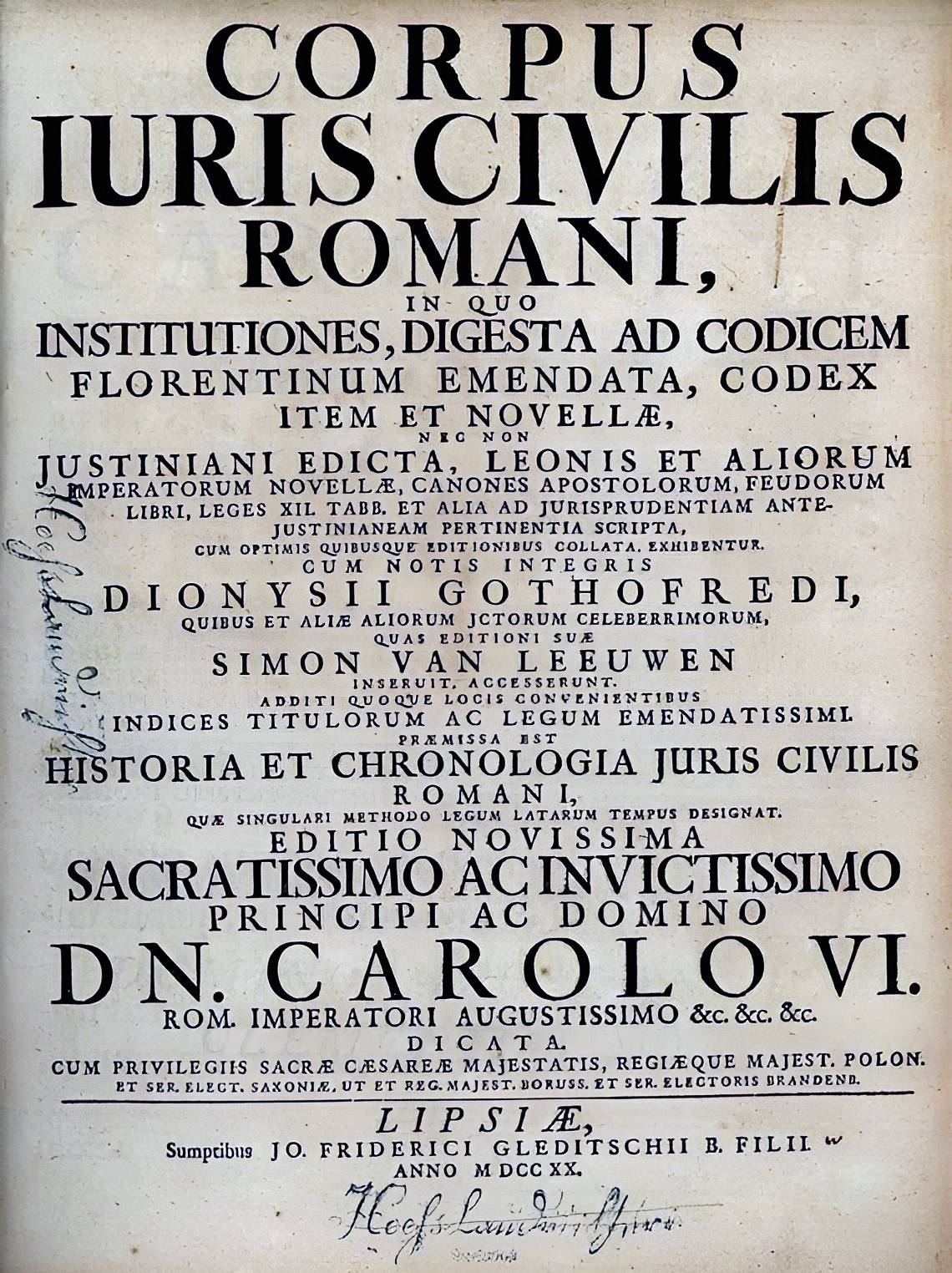
CORPUS IURIS CIVILIS ROMANI (Gothofredus, 1583)

A polgári jog (latinul: ius civile) a magánjog része,  jogág. Jellemzően mellérendeltségi viszonyban álló, egyenjogú személyek (természetes és jogi személyek) közti árujellegű vagyoni viszonyait, továbbá az egyes személyhez fűződő jogait szabályozza. A polgári jogi kötelezettségek általában csak a kötelezettek akaratából állnak be (akaratautonómia). A polgári jog kifejezést gyakran a magánjog szinonimájaként használják, de ez utóbbi szélesebb körű fogalom.

## Feladata
A polgári jog a törvény által garantálja az ember számára az önrendelkezés szabadságát, személyisége kibontakoztatását, védelmét és ehhez tartozóan a vagyonával való szabad rendelkezést mind élők között, mind a rendelkező személy halála esetére.
A polgári jog valamennyi civilisztikai jogág anyajoga, tartalmazza a legfontosabb alapelveket (jóhiszeműség és tisztesség elve, joggal való visszaélés tilalma, együttműködés elve).

## A polgári jog és a közjog
A polgári joggal – csakúgy mint a magánjoggal – a közjogot állíthatjuk szembe, ahol nem egyenrangú személyek állnak szemben egymással, hanem az állam és állampolgár (más személy), jellemzően alárendeltségi kapcsolatban.

## Részterületei
Hagyományosan a polgári jog halmazába soroljuk a
- személyi jogot – a természetes személyek és jogi személyek jogképességével, cselekvőképességével, ezek keletkezésével és megszűnésével foglalkozik, védi a személyhez fűződő jogokat, biztosítja a szellemi alkotások oltalmát.

- családi jogot -

A polgári jog jelenleg jellemzően nem alkotmányközpontú, azonban diszpozitív része. A válás, különválás esetére biztosítja a közhatalom számára a teljes beavatkozást a gyermekvállalók személyes viszonyaiba, a szülői és társadalmi státuszokba, magánvagyonokba, a gyakorlatban az anyagi függőségek nemi alapú megfordítását végzi. Lásd még Népességfogyás Magyarországon.
- dologi jogot –

Meghatározza a dolog fogalmát, a dolog megszerzését, megterhelését, birtoklását, használatát, a vele való rendelkezést, a dolog feletti tulajdon megszerzését, a közös tulajdont, a használati jogokat (szolgalom, haszonélvezet, földhasználat), és a birtokot, birtokvédelmet. A dologi jog Grosschmid Béni szavaival élve: "sűrített negatív kötelem" – a dolog tulajdonosával szemben mindenki tűrni köteles, a dologi jog abszolút hatályú, mindenkivel szemben fennálló jog, mely a fennálló helyzet változatlanságát (statika) biztosítja a jogosult javára. Karl Savigny szerint a tulajdon az egész világgal szembeni jog egy dolog felett, szemben a kötelmekkel, szerződésekkel, ahol a kötelezettségek, jogosultságok meghatározott személyek között, egymás viszonyában állnak fenn.
- kötelmi jogot –

A polgári jog másik nagy jogterülete a kötelmi jog, ennek általános illetve különös része. A kötelmi jog szabályozza az egyes  személyek egymás közötti ügyleteit, az egymással szemben fennálló jogosultságokat és kötelezettségeket. A kötelmi jog főszabályszerűen relatív szerkezetű, mellérendelt jogviszonyban álló meghatározott jogalanyok, kölcsönös és egyenértékű követelései és tartozásai egységének diszpozitív jellegű szabályanyaga.
- öröklési jogot –

A polgári jog az öröklési jog körében rendezi a meghalt személy tulajdontárgyainak sorsát, végintézkedést és a törvényes öröklés eseteit, kapcsolatát, módjait, az örökösök felelősségét a hagyatéki tartozásokért, a végrendelet tartalmát, fajait, a végrendelet érvénytelenségét, hatálytalanságát és az öröklési szerződést is. Az öröklési jog biztosítja a kötelesrészt, az örökség kiadását, visszautasítását.

## Külső hivatkozások
- Polgári jog.lap.hu - linkgyűjtemény